# Округ Мисисипи (Арканзас)
Округ Мисисипи (енгл. Mississippi County) је округ у америчкој савезној држави Арканзас. По попису из 2010. године број становника је 46.480. Седиште округа је град Blytheville and Osceola.

## Демографија
Према попису становништва из 2010. у округу је живело 46.480 становника, што је 5.499 (10,6%) становника мање него 2000. године.
| Група             | 2000.          | 2010.          |
| Белци             | 33.037 (63,6%) | 28.106 (60,5%) |
| Афроамериканци    | 16.997 (32,7%) | 15.817 (34,0%) |
| Азијати           | 196 (0,4%)     | 233 (0,5%)     |
| Хиспаноамериканци | 1.169 (2,2%)   | 1.695 (3,6%)   |
| Укупно            | 51.979         | 46.480         |